# Giovanni Filippo Gallarati Scotti
Giovanni Filippo Gallarati Scotti (25. února 1747 – 6. října 1819) byl italský kardinál.

## Životopis
Narodil se dne 25. února roku 1747 v Miláně jako syn Giovanniho Battisty Gallaratiho Scottiho a Marie Teresy Spinolové.Studoval na univerzitě v Pavii. Dne 12. srpna 1792 byl vysvěcen na kněze a o dvanáct dní později byl zvolen titulárním arcibiskupem v Side. Mezi lety 1793–1795 působil jako nuncius v Toskánsku a v letech 1795–1797 v Benátkách. Dne 23. února roku 1801 byl jmenován kardinálem–presbyterem. Získal titulární kostel Santi Bonifacio ed Alessio.
Zemřel 6. října roku 1819 v Orvietu.